# 이블린 냅

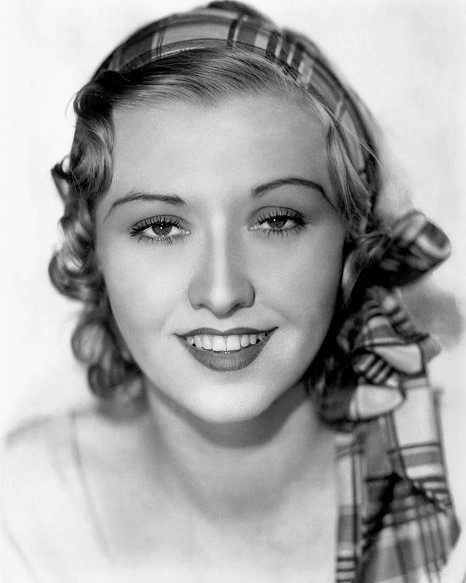

이블린 냅(Evalyn Knapp, 1906년 6월 17일 ~ 1981년 6월 12일)은 미국의 배우, 영화배우이다.
캔자스시티에서 태어났으며 로스앤젤레스에서 사망하였다. 사인은 질병이다.

## 영화
- 바보의 기쁨 (1939년)
- 스미스씨 워싱톤 가다 (1939년)
- 폴라인의 모험 (1933년)
- 하이 프레셔 (1932년) - 헬렌 윌슨 역
- 빅 시티 블루스 (1932년) - 조 조 역
- 배니싱 프론티어 (1932년)
- 마담 랙커처 (1932년)
- 스마트 머니 (1931년)
- 50 밀리언 프렌치맨 (1931년)